# Список екорегіонів Малаві
Нижче наводиться список  екорегіонів в Малаві, про що свідчить  Всесвітній Фонд дикої природи (ВФД).

## Наземні екорегіони
по  основних типах середовищ існування 

### Тропічні та субтропічні вологі широколисті ліси
- Прибережні ліси Південного Занзібару-Іньямбане

### Тропічні і субтропічні луки, савани і чагарники
- Рідколісся Центрально-Замбезійського Міомбо
- Рідколісся Східного Міомбо
- Рідколісся Південного Міомбо
- Рідколісся Замбезі і Мопане

### Гірські луки і чагарники
- Гірські ліси і луки Південного Малаві
- Гірські ліси і луки Південного нагір'я

### Затоплювані луки і савани
- Затоплені луки Замбезі

## Прісноводні екорегіони
по біорегіону

### Великі Африканські озера
- Ньяса

### Східні і прибережні
- Озера Чилва і Чіута

### Замбезі
- Замбезі
  - Муланьє
  - Нижнє Замбезі